# Hernán Crespo
Hernán Jorge Crespo (phát âm tiếng Tây Ban Nha: [eɾˈnaŋ ˈxoɾxe ˈkɾespo]; sinh ngày 5 tháng 7 năm 1975) là cựu cầu thủ bóng đá người Argentina hiện đang là huấn luyện viên trưởng của câu lạc bộ Al Ain
Anh sinh ra gần Vicente López Partido, Florida, Đại Buenos Aires, kế Buenos Aires. Anh nổi tiếng vì khả năng không chiến mạnh mẽ, đồng thời là một trong những tay săn bàn hiệu quả nhất trong trận đấu, do khả năng di chuyển không bóng của anh. Thành tích của anh bao gồm 1 chức vô địch Copa Libertadores, 1 danh hiệu vô địch Premier League, 3 danh hiệu vô địch Scudetto và Huy chương Bạc Thế vận hội. Crespo còn là vua phá lưới Serie A 2000-01 với 26 bàn.
Năm 2004, anh được Pelé chọn vào danh sách 125 cầu thủ còn sống xuất sắc nhất.

## Sự nghiệp câu lạc bộ

### River Plate
Anh đá trận đầu tiên trong màu áo River Plate ở mùa bóng 1993-94, ghi 13 bàn trong 25 lần ra sân ở giải vô địch. Anh giúp River Plate giành được chức vô địch Apertura, giải thứ hai trong hai giải vô địch được tổ chức hàng năm ở Argentina mùa bóng đó. Anh còn cùng River đoạt được một danh hiệu Apertura nữa vào năm 1994. Năm 1996, Crespo với River giành Cúp Libertadores, Cúp vô địch các câu lạc bộ Nam Mỹ, ghi hai bàn trong trận chung kết lượt đi trên sân nhà ở Buenos Aires.

### Parma
Anh rời River Plate tới Parma, một câu lạc bộ của Ý, vào tháng 8 năm 1996, sau khi cùng Argentina giành huy chương bạc Thế vận hội tại Atlanta, cùng với danh hiệu vua phá lưới của giải với 6 bàn. Tháng 5 năm 1997, dưới sự dẫn dắt của Carlo Ancelotti, Crespo cùng Parma xếp thứ nhì tại Serie A, ghi 12 bàn trong 27 trận. Năm 1999, anh cùng câu lạc bộ giành được Cúp Quốc gia và Cúp UEFA (trong trận chung kết gặp Olympique de Marseille, Crespo ghi bàn thắng mở tỉ số, góp phần vào chiến thắng chung cuộc 3-0).

### Lazio
Năm 2000, sau 4 năm thành công với Parma, Crespo được Lazio mua về, phá vỡ kỉ lục chuyển nhượng thế giới lúc bấy giờ với giá 35 triệu bảng Anh (Lazio trả bằng tiền mặt 16 triệu bảng Anh cộng thêm hai cầu thủ Matías Almeyda và Sérgio Conceição). Anh kết thúc mùa bóng đầu tiên ở Lazio với danh hiệu "Vua phá lưới" Serie A với 26 bàn. Sau đó, do gặp khó khăn về tài chính, Lazio đã phải bán một số cầu thủ trụ cột như Alessandro Nesta sang AC Milan và cả Crespo.

### Inter Milan
Tháng 9 năm 2002, Crespo chuyển tới Inter Milan (để thay thế cho Ronaldo đến Real Madrid), với giá 20 triệu euro cộng thêm Bernardo Corradi. Tại mùa bóng duy nhất ở câu lạc bộ, anh ghi 7 bàn trong 18 trận ở Serie A và 9 bàn trong 12 trận ở Champions League. Một chấn thương nặng đầu năm 2003 buộc anh rời sân cỏ trong 4 tháng.

### Chelsea
Crespo chuyển đến Chelsea vào ngày 26 tháng 8 năm 2003 với phí chuyển nhượng 16,8 triệu £. Anh có bàn thắng đầu tiên cho Chelsea khi lập được cú đúp trong chiến thắng 5-0 trước Wolverhampton ngày 20 tháng 9 . Mùa giải đầu tiên tại Chelsea, anh chỉ được vào sân trong 31 trận (trong đó có 19 trận ở Giải Ngoại hạng) và ghi được 12 bàn. Sau khi huấn luyện viên José Mourinho đến dẫn dắt Chelsea ở mùa giải 2004-05, Crespo bị đem cho AC Milan mượn và tại đây anh có dịp gặp lại người thầy cũ Carlo Ancelotti. Tại AC Milan, Crespo đã thi đấu xuất sắc khi có 10 bàn ở Serie A và đặc biệt là 2 bàn thắng trong trận chung kết UEFA Champions League 2004-05 với Liverpool tuy nhiên AC Milan chung cuộc đã thua Liverpool 6-5 trên loạt sút luân lưu.
Mùa giải 2005-06, huấn luyện viên Mourinho đã gọi Crespo trở lại từ Milan thay vì tìm kiếm những hợp đồng mới. Bàn thắng đầu tiên của anh tại Premier League 2005-06 là bàn thắng đẳng cấp ở phút cuối trận giúp Chelsea đánh bại Wigan Athletic 1-0  Tuy nhiên. trong mùa bóng này, anh đã không thể bắt nhịp được với đồng đội và khó cạnh tranh một vị trí chính thức và luôn phải ra sân ở ghế dự bị. Anh chỉ có 13 bàn thắng ở mùa giải này và cuối mùa cùng Chelsea giành được danh hiệu vô địch Premier League.
Trong suốt thời gian thi đấu cho Chelsea, Crespo chỉ ra sân trong đội hình xuất phát 33 lần tại Premier League và ghi được 25 bàn thắng ở tất các các giải đấu. Theo tính toán, mỗi lần ra sân của Crespo trong màu áo Chelsea trị giá 1 triệu bảng và 1 bàn thắng của anh có giá trị tới 1,3 triệu bảng.

### Internazionale

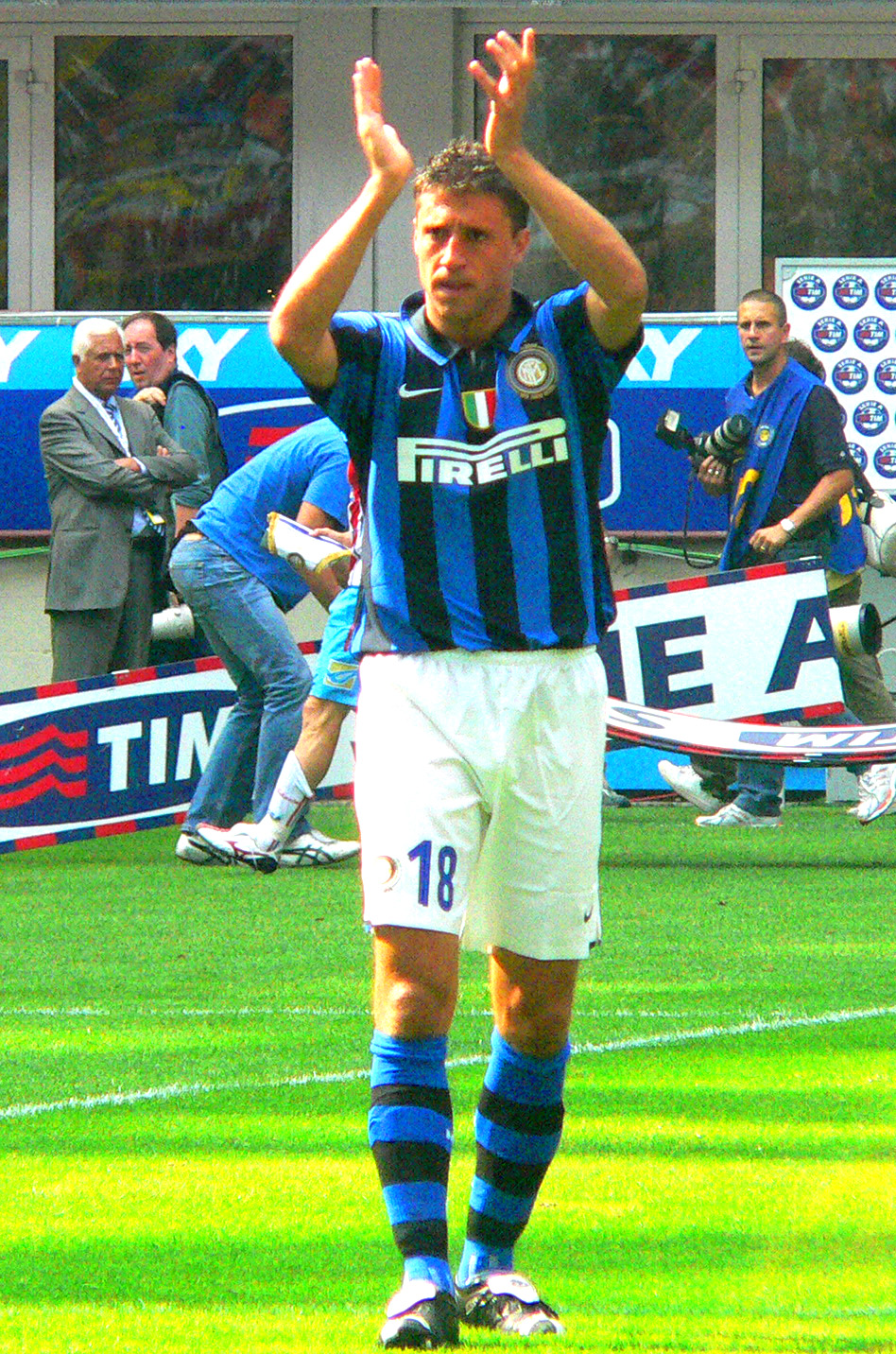
Crespo trong trang phục thi đấu của Inter.

Sau nhiều lần công khai lên tiếng mong muốn được trở lại Ý thi đấu, ngày 7 tháng 8 năm 2006, Crespo đã được Chelsea đồng ý cho chuyển tới thi đấu trong màu áo Inter Milan với bản hợp đồng cho mượn có thời hạn hai năm trong đó Chelsea có quyền gọi Crespo trở lại sau một mùa giải. Anh có bàn thắng thứ 125 tại Serie A vào ngày 2 tháng 12 trong chiến thắng 2-0 trước AC Siena.

## Đội tuyển quốc gia
Crespo đã có 64 lần khoác áo đội tuyển quốc gia Argentina và có 35 bàn thắng. Anh có trận đấu đầu tiên cho đội tuyển trong trận giao hữu với Bulgaria vào tháng 2 năm 1995 nhưng phải đợi 16 tháng sau mới được gọi vào đội tuyển lần thứ hai và mất hơn hai năm để có được bàn thắng đầu tiên. Anh là thành viên của đội tuyển Olympic Argentina tham dự Thế vận hội Mùa hè 1996 tại Atlanta và là vua phá lưới của giải. Trong sự nghiệp của mình, anh đã cùng đội tuyển Argentina tham dự 3 kỳ Word Cup: World Cup 1998, World Cup 2002 (ghi được 1 bàn vào lưới Thụy Điển ) và World Cup 2006. Đặc biệt, tại World Cup 2006, với 3 bàn thắng ghi được trong các trận đấu với Côte d'Ivoire, Serbia và Montenegro và Mexico , anh đã đoạt danh hiệu Chiếc giày bạc và được FIFA chọn vào đội hình tiêu biểu của giải đấu.

## Thống kê sự nghiệp

### Câu lạc bộ
| Câu lạc bộ          | Mùa giải            | Giải đấu            | Giải đấu | Giải đấu | Cúp quốc gia | Cúp quốc gia | Cúp liên đoàn | Cúp liên đoàn | Châu lục | Châu lục | Khác | Khác | Tổng cộng | Tổng cộng |
| Câu lạc bộ          | Mùa giải            | Hạng đấu            | Trận     | Bàn      | Trận         | Bàn          | Trận          | Bàn           | Trận     | Bàn      | Trận | Bàn  | Trận      | Bàn       |
| ------------------- | ------------------- | ------------------- | -------- | -------- | ------------ | ------------ | ------------- | ------------- | -------- | -------- | ---- | ---- | --------- | --------- |
| River Plate         | 1993–94             | Primera División    | 25       | 16       | —            | —            | —             | —             | 3        | 0        | —    | —    | 28        | 16        |
| River Plate         | 1994–95             | Primera División    | 18       | 4        | —            | —            | —             | —             | 4        | 2        | —    | —    | 22        | 6         |
| River Plate         | 1995–96             | Primera División    | 21       | 4        | —            | —            | —             | —             | 13       | 10       | —    | —    | 34        | 14        |
| River Plate         | Tổng cộng           | Tổng cộng           | 64       | 24       | —            | —            | —             | —             | 20       | 12       | —    | —    | 84        | 36        |
| Parma               | 1996–97             | Serie A             | 27       | 12       | 1            | 0            | —             | —             | —        | —        | —    | —    | 28        | 12        |
| Parma               | 1997–98             | Serie A             | 25       | 12       | 2            | 0            | —             | —             | 8        | 2        | —    | —    | 35        | 14        |
| Parma               | 1998–99             | Serie A             | 30       | 16       | 7            | 6            | —             | —             | 8        | 6        | —    | —    | 45        | 28        |
| Parma               | 1999–2000           | Serie A             | 34       | 22       | 2            | 1            | –             | –             | 5        | 3        | 2    | 1    | 43        | 27        |
| Parma               | Tổng cộng           | Tổng cộng           | 116      | 62       | 12           | 6            | —             | —             | 21       | 11       | 2    | 1    | 151       | 80        |
| Lazio               | 2000–01             | Serie A             | 32       | 26       | 1            | 0            | —             | —             | 6        | 2        | 1    | 0    | 40        | 28        |
| Lazio               | 2001–02             | Serie A             | 22       | 13       | 4            | 4            | —             | —             | 7        | 3        | —    | —    | 33        | 20        |
| Lazio               | Tổng cộng           | Tổng cộng           | 54       | 39       | 5            | 4            | —             | —             | 13       | 5        | 1    | 0    | 73        | 48        |
| Inter Milan         | 2002–03             | Serie A             | 18       | 7        | 0            | 0            | —             | —             | 12       | 9        | —    | —    | 30        | 16        |
| Chelsea             | 2003–04             | Premier League      | 19       | 10       | 0            | 0            | 2             | 0             | 10       | 2        | —    | —    | 31        | 12        |
| Chelsea             | 2005–06             | Premier League      | 30       | 10       | 5            | 1            | 1             | 0             | 5        | 2        | 1    | 0    | 42        | 13        |
| Chelsea             | Tổng cộng           | Tổng cộng           | 49       | 20       | 5            | 1            | 3             | 0             | 15       | 4        | 1    | 0    | 73        | 25        |
| Milan (mượn)        | 2004–05             | Serie A             | 28       | 10       | 1            | 1            | —             | —             | 10       | 6        | 1    | 0    | 40        | 17        |
| Inter Milan (mượn)  | 2006–07             | Serie A             | 29       | 14       | 4            | 4            | —             | —             | 6        | 1        | 1    | 1    | 40        | 20        |
| Inter Milan (mượn)  | 2007–08             | Serie A             | 19       | 4        | 5            | 2            | —             | —             | 5        | 1        | —    | —    | 29        | 7         |
| Inter Milan (mượn)  | Tổng cộng           | Tổng cộng           | 48       | 18       | 9            | 6            | —             | —             | 11       | 2        | 1    | 1    | 69        | 27        |
| Inter Milan         | 2008–09             | Serie A             | 14       | 2        | 3            | 0            | —             | —             | 0        | 0        | —    | —    | 17        | 2         |
| Genoa               | 2009–10             | Serie A             | 16       | 5        | 1            | 0            | —             | —             | 4        | 2        | —    | —    | 21        | 7         |
| Parma               | 2009–10             | Serie A             | 13       | 1        | 0            | 0            | —             | —             | —        | —        | —    | —    | 13        | 1         |
| Parma               | 2010–11             | Serie A             | 29       | 9        | 2            | 2            | —             | —             | —        | —        | —    | —    | 31        | 11        |
| Parma               | 2011–12             | Serie A             | 4        | 0        | 2            | 2            | —             | —             | —        | —        | —    | —    | 6         | 2         |
| Parma               | Tổng cộng           | Tổng cộng           | 46       | 10       | 4            | 4            | —             | —             | —        | —        | —    | —    | 50        | 14        |
| Tổng cộng sử nghiệp | Tổng cộng sử nghiệp | Tổng cộng sử nghiệp | 453      | 197      | 40           | 22           | 3             | 0             | 106      | 51       | 6    | 2    | 608       | 272       |

1. ↑  Bao gồm Coppa Italia, FA Cup
2. ↑  Bao gồm Football League Cup
3. 1 2 3 4 5 6 7 8 9  Số lần ra sân tại UEFA Champions League
4. ↑  Số lần ra sân tại UEFA Cup
5. ↑  Một lần ra sân tại UEFA Champions League, bốn lần ra sân và ba bàn thắng tại UEFA Cup
6. ↑  Một lần ra sân và một bàn thắng tại Supercoppa Italiana, một lần ra sân tại Serie A – UEFA Champions League play-off
7. 1 2 3  Ra sân tại Supercoppa Italiana
8. ↑  Ra sân tại FA Community Shield
9. ↑  Số lần ra sân tại UEFA Europa League

### Đội tuyển quốc gia
| Argentina | Argentina | Argentina |
| Năm       | Trận      | Bàn       |
| --------- | --------- | --------- |
| 1995      | 1         | 0         |
| 1996      | 2         | 0         |
| 1997      | 9         | 3         |
| 1998      | 3         | 3         |
| 1999      | 4         | 1         |
| 2000      | 8         | 4         |
| 2001      | 6         | 6         |
| 2002      | 4         | 2         |
| 2003      | 5         | 3         |
| 2004      | 4         | 1         |
| 2005      | 7         | 6         |
| 2006      | 6         | 3         |
| 2007      | 5         | 3         |
| Tổng cộng | 64        | 35        |

| #  | Ngày                 | Địa điểm                 | Đối thủ              | Bàn thắng | Kết quả | Giải đấu                 |
| -- | -------------------- | ------------------------ | -------------------- | --------- | ------- | ------------------------ |
| 1  | 30 tháng 4 năm 1997  | Buenos Aires, Argentina  | Ecuador              | 2–1       | Thắng   | Vòng loại World Cup 1998 |
| 2  | 8 tháng 6 năm 1997   | Buenos Aires, Argentina  | Perú                 | 2–0       | Thắng   | Vòng loại World Cup 1998 |
| 3  | 20 tháng 7 năm 1997  | Buenos Aires, Argentina  | Venezuela            | 2–1       | Thắng   | Vòng loại World Cup 1998 |
| 4  | 24 tháng 2 năm 1998  | Mar del Plata, Argentina | Nam Tư               | 3–1       | Thắng   | Giao hữu                 |
| 5  | 24 tháng 2 năm 1998  | Mar del Plata, Argentina | Nam Tư               | 3–1       | Thắng   | Giao hữu                 |
| 6  | 24 tháng 2 năm 1998  | Mar del Plata, Argentina | Nam Tư               | 3–1       | Thắng   | Giao hữu                 |
| 7  | 4 tháng 9 năm 1999   | Buenos Aires, Argentina  | Brasil               | 2–0       | Thắng   | Giao hữu                 |
| 8  | 26 tháng 4 năm 2000  | Maracaibo, Venezuela     | Venezuela            | 4–0       | Thắng   | Vòng loại World Cup 2002 |
| 9  | 29 tháng 6 năm 2000  | Bogotá, Colombia         | Colombia             | 3–1       | Thắng   | Vòng loại World Cup 2002 |
| 10 | 19 tháng 7 năm 2000  | Buenos Aires, Argentina  | Ecuador              | 2–0       | Thắng   | Vòng loại World Cup 2002 |
| 11 | 3 tháng 9 năm 2000   | Lima, Peru               | Perú                 | 2–1       | Thắng   | Vòng loại World Cup 2002 |
| 12 | 28 tháng 2 năm 2001  | Rome, Ý                  | Ý                    | 2–1       | Thắng   | Giao hữu                 |
| 13 | 28 tháng 3 năm 2001  | Buenos Aires, Argentina  | Venezuela            | 5–0       | Thắng   | Vòng loại World Cup 2002 |
| 14 | 28 tháng 4 năm 2001  | La Paz, Bolivia          | Bolivia              | 3–3       | Hòa     | Vòng loại World Cup 2002 |
| 15 | 28 tháng 4 năm 2001  | La Paz, Bolivia          | Bolivia              | 3–3       | Hòa     | Vòng loại World Cup 2002 |
| 16 | 3 tháng 6 năm 2001   | Buenos Aires, Argentina  | Colombia             | 3–0       | Thắng   | Vòng loại World Cup 2002 |
| 17 | 15 tháng 8 năm 2001  | Quito, Ecuador           | Ecuador              | 2–0       | Thắng   | Vòng loại World Cup 2002 |
| 18 | 12 tháng 6 năm 2002  | Rifu, Miyagi, Nhật Bản   | Thụy Điển            | 1–1       | Hòa     | World Cup 2002           |
| 19 | 20 tháng 11 năm 2002 | Saitama, Nhật Bản        | Nhật Bản             | 2–0       | Thắng   | Giao hữu                 |
| 20 | 9 tháng 9 năm 2003   | Caracas, Venezuela       | Venezuela            | 3–0       | Thắng   | Vòng loại World Cup 2006 |
| 21 | 15 tháng 11 năm 2003 | Buenos Aires, Argentina  | Bolivia              | 3–0       | Thắng   | Vòng loại World Cup 2006 |
| 22 | 19 tháng 11 năm 2003 | Barranquilla, Colombia   | Colombia             | 1–0       | Thắng   | Vòng loại World Cup 2006 |
| 23 | 30 tháng 3 năm 2004  | Buenos Aires, Argentina  | Ecuador              | 2–2       | Hòa     | Vòng loại World Cup 2006 |
| 24 | 9 tháng 2 năm 2005   | Düsseldorf, Đức          | Đức                  | 2–2       | Hòa     | Giao hữu                 |
| 25 | 9 tháng 2 năm 2005   | Düsseldorf, Đức          | Đức                  | 2–2       | Hòa     | Giao hữu                 |
| 26 | 30 tháng 3 năm 2005  | Buenos Aires, Argentina  | Colombia             | 1–0       | Thắng   | Vòng loại World Cup 2006 |
| 27 | 8 tháng 6 năm 2005   | Buenos Aires, Argentina  | Brasil               | 3–1       | Thắng   | Vòng loại World Cup 2006 |
| 28 | 8 tháng 6 năm 2005   | Buenos Aires, Argentina  | Brasil               | 3–1       | Thắng   | Vòng loại World Cup 2006 |
| 29 | 12 tháng 11 năm 2005 | Geneva, Thụy Sĩ          | Anh                  | 2–3       | Thua    | Giao hữu                 |
| 30 | 10 tháng 6 năm 2006  | Hamburg, Đức             | Bờ Biển Ngà          | 2–1       | Thắng   | World Cup 2006           |
| 31 | 16 tháng 6 năm 2006  | Gelsenkirchen, Đức       | Serbia và Montenegro | 6–0       | Thắng   | World Cup 2006           |
| 32 | 24 tháng 6 năm 2006  | Leipzig, Đức             | México               | 2–1       | Thắng   | World Cup 2006           |
| 33 | 28 tháng 6 năm 2007  | Maracaibo, Venezuela     | Hoa Kỳ               | 4–1       | Thắng   | Copa América 2007        |
| 34 | 28 tháng 6 năm 2007  | Maracaibo, Venezuela     | Hoa Kỳ               | 4–1       | Thắng   | Copa América 2007        |
| 35 | 2 tháng 7 năm 2007   | Maracaibo, Venezuela     | Colombia             | 4–2       | Thắng   | Copa América 2007        |

## Danh hiệu

### Cầu thủ
River Plate
- Argentine Primera División: 1993 (Apertura), 1994 (Apertura)
- Copa Libertadores: 1996

Parma
- Coppa Italia: 1998–99
- Supercoppa Italiana: 1999
- UEFA Cup: 1998–99

Lazio
- Supercoppa Italiana: 2000

AC Milan
- Supercoppa Italiana: 2004
- UEFA Champions League á quân: 2004–05

Chelsea
- Premier League: 2005–06[19]
- FA Community Shield: 2005

Inter Milan
- Serie A: 2006–07, 2007–08, 2008–09
- Supercoppa Italiana: 2006, 2008

Argentina
- Huy chương vàng Pan American Games: 1995
- Huy chương vàng Thế vận hội mùa hè: 1996

Cá nhân
- Vua phá lưới Coppa Italia: 1998–99, 2006–07 (shared)[20]
- Vua phá lưới Serie A: 2000–01[21]
- Đội hình của năm bởi ESM: 2000–01[22]
- FIFA 100[23]
- FIFA World Cup Chiếc giày bạc: 2006[24]
- FIFA World Cup All-star team: 2006[25]
- FIFPro World XI nominee: 2005, 2006[26]

### Huấn luyện viên
Defensa y Justicia
- Copa Sudamericana: 2020

São Paulo
- Campeonato Paulista: 2021

Al-Duhail
- Qatar Stars League: 2022–23
- Qatari Stars Cup: 2022–23
- Qatar Cup: 2023

Al Ain
- AFC Champions League: 2023–24